# Палюшки

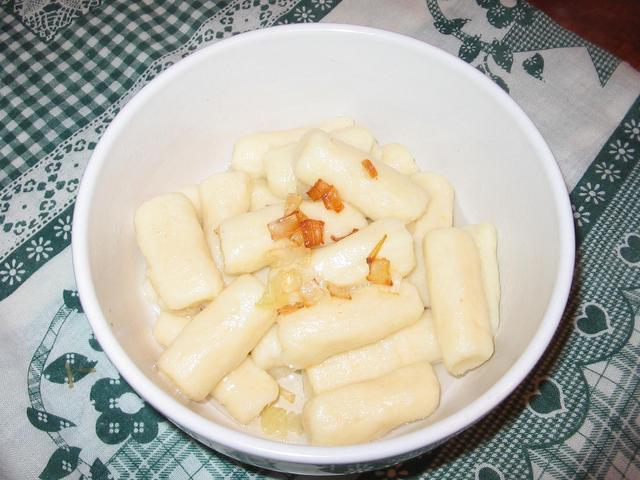
Палюшки зі смаженою цибулею на олії

Палю́шки (пальчики, ліниві вареники, котики) — страва української кухні із тіста у вигляді невеликих валиків, відварених в підсоленому окропі, приготованих з борошна, відвареної картоплі та сирих яєць.
До столу палюшки подають заправленими смаженою цибулею зі шкварками чи олією. Окремо подають сметану.
По суті це ті ж галушки, в які додають варену картоплю, а також можна додати домашній сир.